# La risa (libro)
La risa: ensayo sobre el significado de la comicidad es una colección de tres ensayos del filósofo francés Henri Bergson, publicado por primera vez en el año 1900. Fue escrito en francés, el título original es Le rire: Essai sur la signification du comique. Como comenta Mark Sinclair en Bergson (2020): con este ensayo “Bergson pertenece al pequeño número de grandes filósofos que han abordado en profundidad el tema de la risa y lo cómico como su fuente”. Además, el ensayo constituye «un momento de transición y crucial en la filosofía de Bergson en su conjunto».

## Publicación
Los tres ensayos fueron publicados por primera vez en la revista francesa Revue de Paris. En 1924 se publicó un libro en la editorial Alcan. Fue reimpresa en 1959 por las Presses Universitaires de France, con motivo del centenario del nacimiento de Bergson.
En un prólogo publicado en 1900, pero suprimido en 1924, Bergson explica que a través de tres artículos quería estudiar la risa, especialmente la risa provocada por lo cómico, y determinar las principales categorías de las situaciones cómicas, para determinar las leyes de lo cómico. Añadió también una lista de obras y estudios sobre la risa y lo cómico.
En el prefacio escrito en 1924 para reemplazar el prólogo inicial, Bergson explica que su método es completamente nuevo porque consiste en determinar el proceso de lo cómico en lugar de analizar los efectos de lo cómico. Precisa que su método no contradice los resultados del otro, pero asume que es más riguroso desde el punto de vista científico. Además, añade una bibliografía más amplia.
La traducción inglesa de Cloudesley Brereton y Fred Rothwell, Laughter: An Essay on the Meaning of the Comic, se publicó por primera vez en 1911 y tuvo varias ediciones hasta 2005. En lengua castellana, ha sido traducido en diversas ocasiones, siendo la traducción de Guillermo Graíño Ferrer la más editada. 

## Primer ensayo
El primer ensayo se compone de tres partes:
1. Du comique en général (Del cómico en general)
2. Le comique des formes et le comique des mouvements (Lo cómico de las situaciones y lo cómico de las frases)
3. Force d’expansion du comique (La comicidad del carácter)

En una breve introducción, Bergson anuncia que intentará definir lo cómico, pero no quiere dar una definición rígida de la palabra; quiere abordar lo cómico como parte de la vida humana. Su ambición es también conocer mejor la sociedad, el funcionamiento de la imaginación humana y del imaginario colectivo, pero también el arte y la vida.

### Datos generales sobre lo cómico
Bergson comienza a señalar tres hechos sobre lo cómico:
- Lo cómico es un fenómeno estrictamente humano. Un paisaje no puede ser motivo de risa, y cuando los humanos se burlan de los animales, a menudo es porque reconocen algún comportamiento humano en ellos. El hombre no es sólo un ser que puede reír, sino también un ser que es fuente de risa.
- La risa requiere una indiferencia, un desapego de la sensibilidad y de la emoción: es más difícil reír cuando uno es plenamente consciente de la gravedad de una situación.
- Es difícil reír solo y es más fácil reír en grupo. Quien es excluido de un grupo de personas no se ríe con ellas; en la risa suele haber complicidad. Así pues, lo cómico no es un mero placer del intelecto, es una actividad humana y social; tiene un significado social.

### El papel social de la risa
Bergson supone ahora que lo cómico requiere el uso de la inteligencia en lugar de la sensibilidad, y trata de determinar cuál es el verdadero papel de la inteligencia en una situación cómica. Toma el ejemplo de un hombre que se cae en la calle delante de los transeúntes. La risa es causada por una situación accidental, provocada por un movimiento. La fuente de lo cómico es la presencia de una rigidez en la vida. La vida es definida por Bergson como un movimiento perpetuo; se caracteriza por la flexibilidad y la agilidad. Las situaciones cómicas, como la de un hombre que cae, son situaciones en las que el movimiento no es flexible.
Sin embargo, lo cómico no sólo se basa en situaciones inusuales, sino también en personajes e individuos. Bergson toma el ejemplo de las personas distraídas, una fuente común de comedia. La gente tiende a asociar a los individuos con un personaje cómico, lo que aumenta su carácter gracioso. Además, cuando nos burlamos de alguien por alguno de sus vicios, es porque el individuo no es consciente de su propio vicio mientras que nosotros sí lo somos. Así pues, la risa obliga a las personas a ser mejores y a reprimir sus vicios, porque la risa les hace ser conscientes de ellos. Por eso Bergson afirma que la risa tiene un papel moral, es un factor de uniformidad de los comportamientos y elimina las actitudes ridículas y excéntricas: “Más allá de las acciones y actitudes que se castigan automáticamente por sus consecuencias naturales, queda una cierta inflexibilidad del cuerpo, del espíritu y del carácter que la sociedad querría eliminar para obtener una mayor flexibilidad y una mejor sociabilidad de sus miembros. Esta inflexibilidad es lo cómico, la risa es el castigo”.[cita requerida]

### Lo cómico y las formas de materialidad
La risa puede ser causada por la fealdad, pero la fealdad no siempre es cómica. Para reírnos de la fealdad hace falta un enfoque ingenuo, inmediato, original, no pensar. También tenemos que centrarnos en una característica específica de la persona y asociar la persona con esta característica. Lo mismo ocurre con los dibujantes, que exageran los rasgos físicos y naturales de las personas. Nuestra imaginación ve en cada uno los esfuerzos del alma por dinamizar la materialidad, el alma o la mente dan flexibilidad, agilidad y animación al cuerpo rígido y a la materialidad. Sin embargo, el cuerpo tiende a rigidizarse y esto produce un efecto cómico: "Cuando la materialidad consigue fijar el movimiento del alma, impidiendo su gracia, obtiene un efecto cómico. Para definir lo cómico en comparación con su contrario, deberíamos oponerlo a la gracia en lugar de a la belleza. Es rigidez en lugar de fealdad".[cita requerida]

### Comicidad de gestos y movimientos
Bergson concluye como consecuencia inmediata del capítulo anterior que “las actitudes, los gestos y los movimientos del cuerpo humano están sujetos a la risa precisamente de la misma manera que aquel cuerpo nos hace pensar en una simple máquina”.[cita requerida] Los seres humanos tienden a reír cuando ven el efecto de una máquina reflejado en el cuerpo humano. Por eso, cuando concentramos nuestra atención en un gesto particular realizado por un orador para expresar mejor su pensamiento, automáticamente lo encontramos cómico, aunque que el movimiento en sí no lo sea. También nos reímos cuando alguien imita a otra persona, porque para imitar a alguien, el imitador reproduce los movimientos y gestos más mecánicos, más inconscientes de la persona. Lo mismo ocurre con la parodia de una actividad. Para Bergson, esto explica también por qué, como había observado Pascal, cuando vemos dos caras que se parecen mucho, lo encontramos cómico, a pesar de que las caras por sí solas no lo son. Y finalmente: "Esto es así porque la vida verdaderamente viva no debe repetirse. Donde hay repetición, donde hay una similitud total, sospechamos que detrás de la vida hay un mecanismo. Esa desviación de la vida hacia el mecanismo es la verdadera causa de la risa".

### Lo cómico y la imaginación humana

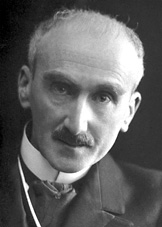
Fotografía del autor Henri Bergson

Al comienzo del capítulo cinco, Bergson vuelve a reflexionar sobre su método de análisis. Recuerda que buscar un método único de lo cómico no tiene sentido. Sin embargo, existe una causa central para lo cómico, y todas las situaciones cómicas se derivan de ella. Esta causa central es un mecanismo aplicado a la vida, y todos los efectos cómicos se articulan en torno a esta causa por nuestra imaginación. Hay tres direcciones principales en las que se orienta nuestra imaginación para producir efectos cómicos, tres leyes generales:
- Muchas cosas son cómicas de derecho (de iure) mientras que no lo son de hecho (de facto), porque el uso común y los hábitos colectivos generalizan estas situaciones cómicas. Por eso, el espíritu necesita romper con la moda para revivir y notar la comedia de la situación, no para crearla, insiste Bergson. Toma el ejemplo de la ropa: la ropa de moda no nos hace reír, porque estamos acostumbrados a verla, mientras que automáticamente nos burlamos de alguien que viste ropa pasada de moda. También la aplicación de las convenciones y reglas sociales es una situación cómica porque estas regulaciones se aplican de manera automática, mecánica. "Un mecanismo insertado en la naturaleza, una regulación automática de la sociedad, he aquí los dos tipos de efectos curiosos a los que llegamos".
- A diferencia del cuerpo, el alma es perfectamente flexible y está siempre en actividad. Sin embargo, tendemos a atribuir estas cualidades al cuerpo, lo consideramos flexible e ignoramos su resistencia, su materialidad. Pero cuando somos plenamente conscientes de que el cuerpo es un peso, una carga para el alma, la situación es cómica. [4] Por tanto, “es cómico cualquier incidente que atrae nuestra atención sobre el físico de una persona mientras su mente está activa”. Se produce un efecto cómico cuando nuestra atención se desvía de la mente al físico.
- Nos reímos cada vez que alguien parece una cosa material, cada vez que tenemos la impresión de que alguien es una cosa.